# Carlos Espínola
Carlos Mauricio Espínola Lorenzo (ur. 5 października 1971 w Corrientes) – argentyński żeglarz sportowy, czterokrotny medalista olimpijski, mistrz świata, polityk.
Pięciokrotnie startował w igrzyskach olimpijskich, ale tylko z pierwszych regat w 1992 roku nie przywiózł medalu. Brązowy medalista igrzysk olimpijskich w 2004 i w 2008 roku (partnerował mu Santiago Lange) w klasie Tornado. Wcześniej, dwukrotnie (1996, 2000) zdobył srebrny medal w klasie Mistral.
Złoty medalista mistrzostw świata w 2004 roku, wicemistrz w 2006 i brązowy medalista w 2000 roku.
Obecnie jest politykiem, członkiem Partii Justycjalistycznej.